# Relayer
| Recensione | Giudizio    |
| ---------- | ----------- |
| AllMusic   | [ 3 ]       |
| OndaRock   | Consigliato |

Relayer è il settimo album in studio del gruppo rock progressivo inglese Yes, pubblicato nel 1974.

## Storia
Dopo l'album Tales from Topographic Oceans, Rick Wakeman aveva abbandonato il gruppo e fu sostituito da Patrick Moraz. Gli Yes fecero audizioni a molti tastieristi, fra cui il tastierista e compositore greco Vangelis, che in seguito avrebbe a lungo collaborato con il cantante degli Yes, Jon Anderson. Alla fine la scelta cadde sullo svizzero Patrick Moraz. In studio, Moraz suonò con gli Yes su quest'unico album.
Relayer ripropone lo stessa struttura di Close to the Edge (1972): un lungo brano sul primo lato e due brani più brevi sul secondo.

## Tracce
1. The Gates of Delirium – 21:55
2. Sound Chaser – 9:25
3. To Be Over – 9:08

## Accoglienza
Poco dopo la pubblicazione raggiunse la quarta posizione nella classifica britannica e la quinta in quella statunitense.

## Brani
The Gates of Delirium
(Anderson/Howe/Moraz/Squire/White)
è una suite sulla guerra, con una orchestrazione molto densa e a tratti molto aggressiva. Il testo è ispirato a Guerra e pace di Lev Nikolaevic Tolstoj. La sezione finale, che emerge dal caos di una vera e propria "battaglia musicale" in cui tutti gli strumenti si sovrappongono in linee solistiche indipendenti, è caratterizzato da un melodia dolce e delicata, sulla quale Jon Anderson canta una sorta di preghiera di pace. Questa sezione è stata anche pubblicata come singolo, con il titolo Soon ("presto"): presto arriverà la luce, a curare questa notte senza fine.
Sound Chaser
(Anderson/Howe/Moraz/Squire/White)
è un brano con forti connotazioni jazz, e può essere assimilato ad alcuni lavori dei King Crimson dell'epoca di Starless and Bible Black o Red. Il brano è quasi completamente strumentale ed è caratterizzato da sezioni di improvvisazione e ricercate dissonanze; in particolare, vi si trova uno dei più "violenti" assoli di chitarra elettrica di Steve Howe.
To Be Over
(Anderson/Howe/Moraz/Squire/White)
è (con Soon) il momento più melodico dell'album, e include complessi arrangiamenti di Steve Howe alla chitarra e sitar. Una versione strumentale di questo brano è stata pubblicata da Howe nel suo album solista "unplugged" Natural Timbre. La versione acustica è stata talvolta eseguita nei concerti degli Yes nella sezione dedicata all'assolo di Howe, e una registrazione dal vivo appare nel DVD Yesspeak.

## Formazione
- Jon Anderson – voce
- Chris Squire – basso e voce
- Steve Howe – chitarra e voce
- Patrick Moraz – tastiere
- Alan White – batteria

## Copertina
La copertina di Relayer, come la maggior parte di quelle degli Yes, è un dipinto di Roger Dean.
Fu usata in seguito in una pubblicità della Pepsi Cola e apparve su una T-shirt indossata da Shakira.